# Pietro Ceccarelli
Pietro Ceccarelli, född 16 februari 1992, är en rugby unionspelare från Italien. Hans nuvarande lag är Zebre Rugby.